# Śmierć przychodzi o świcie
Śmierć przychodzi o świcie (ang. By Dawn's Early Light) – amerykański film katastroficzny z 1990 roku w reżyserii Jacka Sholdera. Adaptacja powieści Williama Prochnau z 1983 roku pt. Trinity's Child. 

## Fabuła
Gdzieś z terytorium Turcji lokalni ekstremiści dokonują odpalenia jednej z rakiet z głowicami jądrowymi, która eksploduje na terytorium ZSRR. Procedura wojny nuklearnej pomiędzy ZSRR a USA zostaje uruchomiona. Podczas konfliktu uwidaczniają się różne postawy ludzi w niego zaangażowanych po stronie USA: załogi jednego z bombowców, prezydenta USA, jego zastępcy, generałów, zwykłych żołnierzy. Wszystkim im przychodzi samodzielnie podejmować ważne decyzje w czasie gdy zawodzą wszelkie procedury. 

## Obsada
- Powers Boothe – pierwszy pilot B-52
- Rebecca De Mornay – drugi pilot B-52
- James Earl Jones – generał na pokładzie EC-135 "Alice"
- Martin Landau – prezydent Stanów Zjednoczonych
- Darren McGavin – sekretarz, z-ca prezydenta Stanów Zjednoczonych
- Rip Torn – płk Fargo
- Jeffrey DeMunn – admirał na pokładzie E-4 "Looking Glass"
- Peter MacNicol – kmdr Sedgwick
- Nicolas Coster – gen. Renning
- Ken Jenkins – płk Sam
- Richard Speight Jr. – wartownik

i inni.

## Produkcja
Śmierć przychodzi o świcie był jednym z ostatnich "zimnowojennych" thrillerów, wyprodukowanych tuż przed rozpadem ZSRR i tym samym jej końcem. Zdjęcia kręcono w Santa Clarita w stanie Kalifornia.

## Odbiór
Film spotkał się z ogólnie słabym przyjęciem krytyków. Prawie wszyscy dostrzegali w nim (nie trudne do zauważenia) analogie do dzieła Kubricka Doktor Strangelove, czyli jak przestałem się martwić i pokochałem bombę sprzed ćwierćwiecza. Na ogół porównania te wypadały niekorzystnie dla Śmierci przychodzącej o świcie. Chwalono jednak obsadę, zwłaszcza rolę Jamesa Earla Jonesa (który nota bene zagrał w Doktorze...). Film otrzymał nagrodę Emmy w kategorii najlepsze efekty wizualne, a James Earl Jones był nominowany do tej nagrody w kategorii najlepszej roli drugoplanowej. 

## Galeria

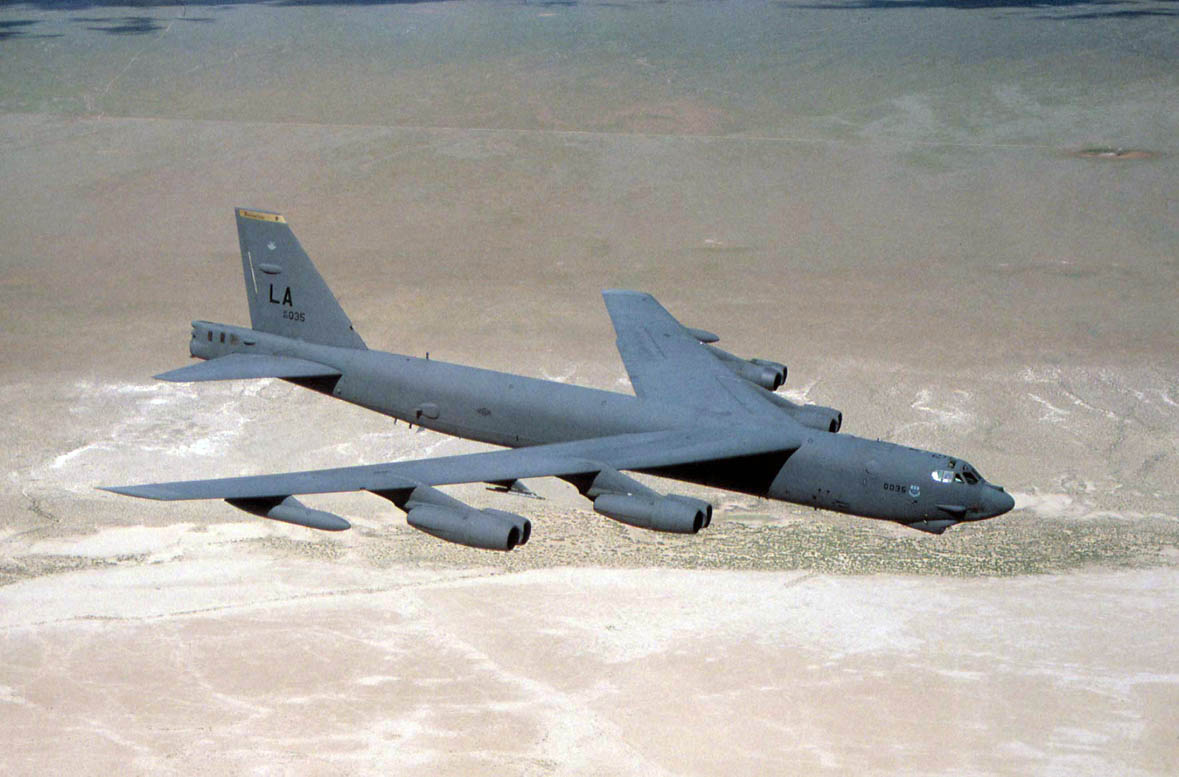
B-52
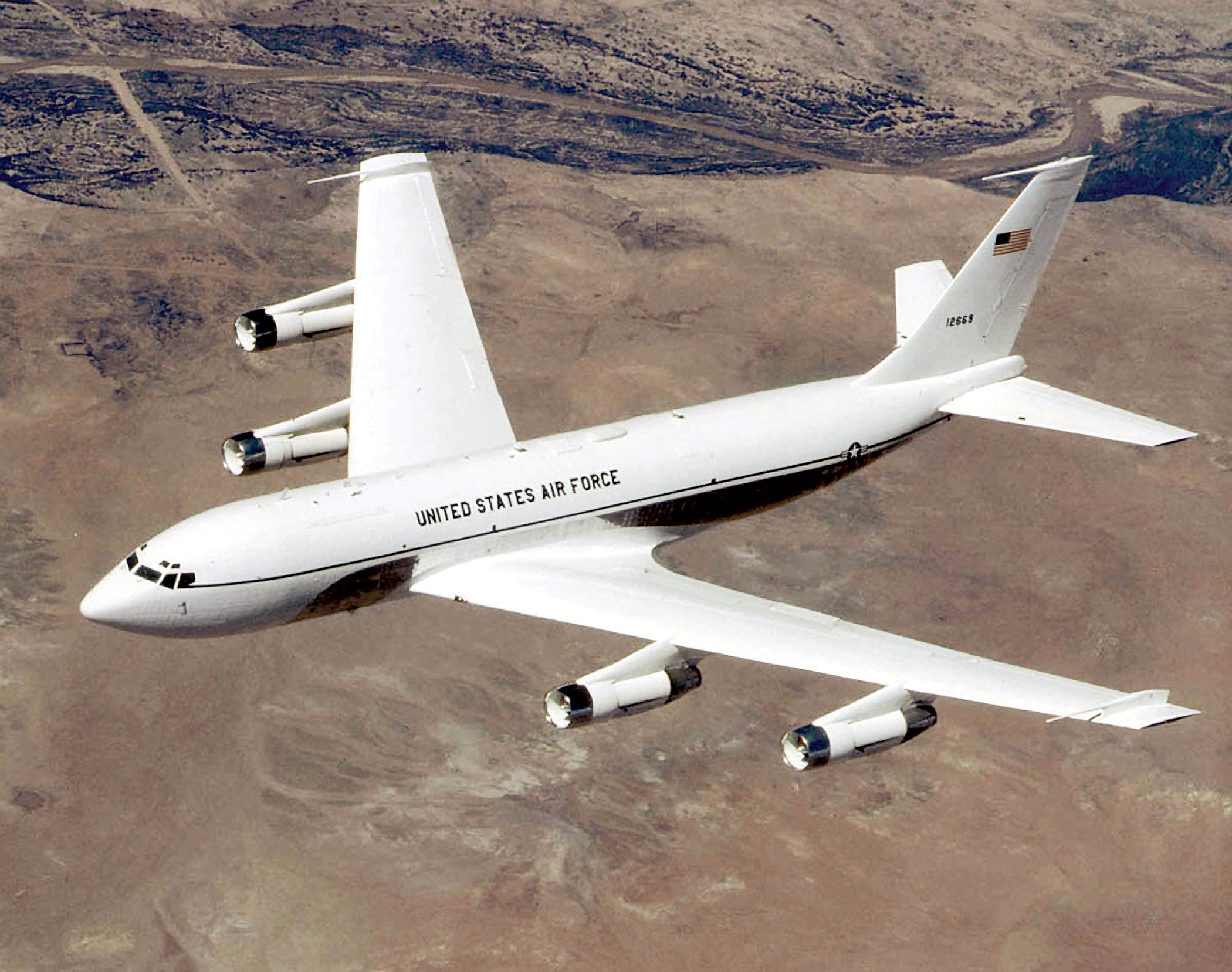
EC-135
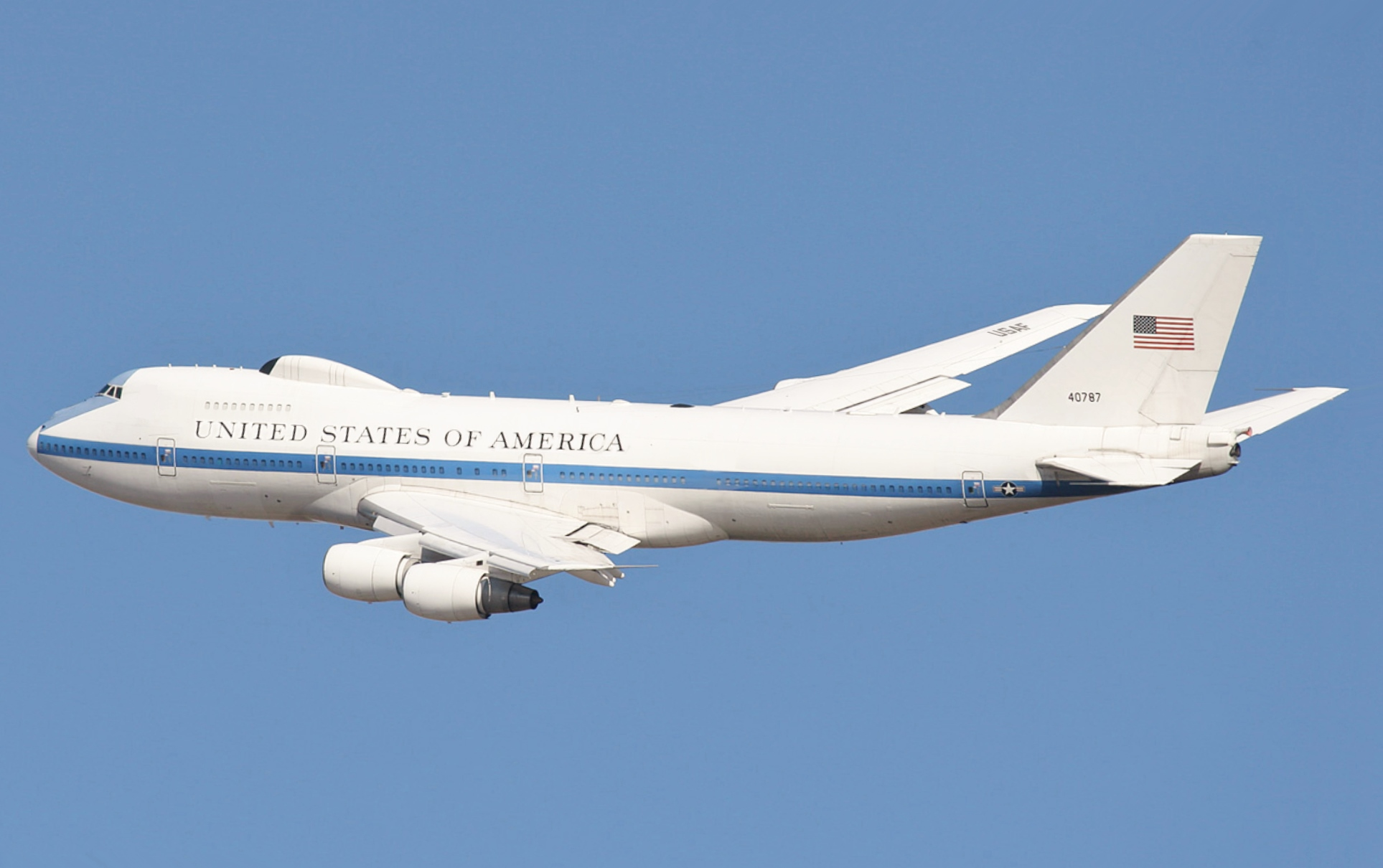
E-4